# Reigns
『Reigns』（レインズ）は、イギリスのインディーゲームスタジオNerialが開発し、Devolver Digitalより2016年8月11日に発売されたiOS/Android/Steam用アドベンチャーゲーム。
本稿では、他のシリーズ作品についても記述する。

## 概要
プレイヤーは一国の王となり、自身のもとを訪れる家臣や市民などの要望・意見に対して次々と判断を下していく。プレイヤーに提示される選択肢は全て2択で、画面上に表示されるカード型のイラストを左右いずれかにスワイプすることで選択する。決断によっては王の身に災いが降りかかり崩御することになるが直ぐに次の王が即位し、王国の歴史は以降も継続する。物語の細かな展開はプレイヤーのゲームの進め方によって異なるが、歴代の王族に掛けられ続ける悪魔の呪いを解けるかどうかが物語全体を貫くテーマとなっている。
スワイプ操作により可否を判断するという前述のシステムは出会い系アプリ「Tinder」から影響を受けたもので、このシステムを別のものに適用したらどうなるかとの発想が開発のきっかけとなっている。また、本作の西洋ファンタジー風の世界観については、フランスのテレビドラマ『Kaamelott』やアメリカのテレビドラマ『ゲーム・オブ・スローンズ』からインスピレーションを得ている。
2018年10月時点で、全シリーズを合算した販売本数が300万本に達している。

## システム
前述のように、2択の判断を繰り返すことでゲームが進行し、基本的に1つの選択ごとに1年が経過する。画面上部には教会、人民、軍、国庫の4つのゲージが表示されており、選択結果によりこれらが増減する。いずれかのゲージが上限または下限に達してしまうと原則的に王が崩御する。王の在位年数は上位のものがハイスコアとして記録され、その後、次代の王が即位してゲームが再開する。
ゲーム内では、達成すべき様々な条件が設定されており、達成すると崩御時の記録で王の名前とともに「○○王」（○○は項目により異なる）の肩書が付く。また、一部の条件の達成時には、同時に新たなシナリオが追加される。

## Reigns: Her Majesty
『Reigns: Her Majesty』は、iOS/Android/Steam用ソフトとして2017年12月7日に発売された。
本作ではプレイヤーが女王となり国政を執り行う。2択への回答を繰り返しながらゲームを進めていくシステムは前作と共通しているが、これに加え本作ではゲーム内で様々なアイテムが手に入る。相手に対してアイテムを使用することで特別な会話が発生し、場合によってはシナリオの新たな分岐に繋がることもある。アイテムは女王の崩御後も後続の女王に引き継がれる。このほか、本作の世界では一定の年代ごとに黄道十二宮の星座が割り当てられており、特定の星座の時代でのみ発生するイベントもある。
物語は、歴代女王の前に現れる謎の存在「万物の母」（All-Mother）が所望する「冠」を見つけられるかどうかが軸となっている。

## Reigns: Kings & Queens
『Reigns: Kings & Queens』は、Nintendo Switch用ソフトとして2018年9月20日に発売された。『Reigns』と『Reigns: Her Majesty』の2作品をオムニバス形式で収録している。

## Reigns: Game of Thrones
『Reigns: Game of Thrones』は、iOS/Android/Steam用ゲームソフトとして2018年10月18日に発売され、その後、Nintendo Switch用ソフトが2019年4月10日（北米の日付。日本と欧州では翌4月11日）に発売された。アメリカの放送局HBOで放送されていたファンタジーテレビドラマシリーズ『ゲーム・オブ・スローンズ』（以下GoT）とのコラボレーション作品で、内容は、ドラマの全8シーズンのうちの第7シーズン『氷と炎の歌』をベースにしつつ、独自の展開も含まれている。
プレイヤーは、後述の登場人物のうちメリサンドルを除く9人の中から1人を選択し、王となって国家を運営する。次々に現れる謁見者から示される2択を左右のスワイプ操作で決断し多方面のバランスを図りながら長期王政を目指すという『Reigns』シリーズのシステムを基本とし、プレイヤーの判断次第でドラマとは異なる王政や人間関係の構築を行うこともできる。なお、これまでの『Reigns』シリーズでは王が崩御すると次代の王が即位し物語が継続していたが、本作では崩御の時点で物語が終了する。
開発元のNerialは2016年発売のシリーズ1作目『Reigns』の時点からGoTのことが念頭にあり、発売元のDevolver Digitalに『Reigns』を売り込む際には「『Tinder』とGoTをミックスしたもの」と説明している。一方、Devolver DigitalとHBOによる本作の企画会議の中では、GoTのショーランナーが『Reigns』をプレイ済みで内容を熟知していたことが分かり、開発は円滑に進められた。

### 主な登場人物
本項ではゲーム内での設定を簡潔に記述している。ドラマ版の人物詳細は「ゲーム・オブ・スローンズの登場人物」の各項を、ドラマ版の原作の小説『氷と炎の歌』における人物詳細は以下の各リンク先を参照。
メリサンドル (Melisandre)
ル=ロール教の女祭司。「紅の女」の異名を持つ。
各王の崩御後に現れる狂言回しの役だが、それぞれのシナリオ内でも登場することがある。
デナーリス・ターガリエン (Daenerys Targaryen)
ターガリエン家の女王。「ストームボーン」「ドラゴンの母」の異名を持つ。
ジョン・スノウ (Jon Snow)
スターク家の王。エダード・スタークの子とされているが、一部で異論もある。
サーセイ・ラニスター (Cersei Lannister)
ラニスター家の女王。ジェイミーの双子の姉でティリオンの姉でもある。
サンサ・スターク (Sansa Stark)
スターク家の女王。アリアの姉。
ジェイミー・ラニスター (Jaime Lannister)
ラニスター家の王。「王殺し」の蔑称で呼ばれることもある。サーセイの双子の弟でティリオンの兄。
ティリオン・ラニスター (Tyrion Lannister)
ラニスター家の王。サーセイとジェイミーの弟。
ジェンドリー (Gendry)
バラシオン家の王。アリアのシナリオでは鍛冶師の姿で名を変えて現れる。
アリア・スターク (Arya Stark)
スターク家の女王。サンサの妹。自身のシナリオでは冒頭で殺害したサーセイに成り済まし王位に就く。
オルゴ・マグナー (Orgo Magnar)
黒装束の集団「冥夜の守人」（ナイツ・ウォッチ）の第13代総帥とされるが詳細不明。冬の雪原で「ホワイト・ウォーカー」と対決する。
ゲーム全体で1度だけ選択でき、選択画面のアイコンには「三つ目の鴉」の画像が用いられている。

## Reigns: Beyond
『Reigns: Beyond』は、Apple Arcade用ソフトとして2020年11月6日に配信され、2024年4月17日（日本と豪州では4月18日）にはSteam/Nintendo Switch版が発売された。本作は宇宙を舞台とした物語が展開される。
主人公はとある宇宙船の中で目覚め、コンピュータのサンドマン（Sandman）から唐突に船長を任されるが、操縦を誤り近くの惑星に墜落する。落下場所は、ライブ中だったバンドのギタリストの真上だった。そこで主人公がとっさにギターを演奏すると他のメンバーから気に入られて勧誘を受け、主人公は船長兼バンドリーダーとして宇宙を巡り宇宙一のロックバンドを目指すことになる。
惑星の選択画面から航路を選び、到着した場所などでイベントが発生したり店でアイテムを購入したりする。画面上部のゲージは宇宙船の燃料、酸素、メンバーのやる気、宇宙船の耐久度の4種類で、様々な選択の結果これらが上限または下限に達すると主人公が死亡し、最後に着陸した惑星からの再スタートとなる。この際、主人公はそれまでの主人公のクローンということになっている。

## Reigns: Three Kingdoms
『Reigns: Three Kingdoms』は、iOS/Android版がNetflix加入者向けとして2022年11月29日に配信され、2024年1月11日（日本と豪州では1月12日）にはSteam/Nintendo Switch版が発売された。中国の歴史小説の「三国志演義」を題材としている。
プレイヤーは未来の世界から三国時代にタイムトラベルして武将となり、13の地域の掌握を目指していく。選択を誤り死亡すると、いとこや配偶者といった縁者に転生してゲームが継続される。

### 戦闘システム
地域の掌握を巡り対立が発生した際などには、カードバトルゲームのシステムを用いた戦いが行われる。カードは各種イベント内で手に入り、表面には武将などのイラストとともに攻撃力とライフを表す数字が記されている。多くのカードは、戦いの際に発動する特殊アビリティを備えている。
自陣と敵陣には「物資」の数字が表示されており、その正面と周りに複数のカードが環状に配置される（カードの枚数は戦いにより異なる）。自陣のカードは最大9枚を含むデッキの中からランダムで選ばれ、3回まで再抽選が可能。なお、一部の戦いでは特定のカードを必ず使用する設定になっている。
戦いは、交互に行動するターン制で行われ、各ターンではあらかじめ設定された「アクションポイント」の数だけ行動できる。行動時にはポイントを消費して環状のカードを左右どちらかの方向に1枚分回す。この時正面に来たカードが行動の対象となり、対面にいる敵への攻撃などを行う（何もしないことも可能）。正面に来たカードのライフが0で使用不可となっている場合は、アクションポイントを2ポイント消費して復活させることができる。
相手の陣地で正面のカードのライフが0となっている場合、攻撃は物資に対して行われる。攻撃の結果、相手の物資のライフを0にできれば勝利となる。
なお、このカードバトル部分は2人でのオンライン対戦が可能となっている。

## 受賞・ノミネート
Reigns
- Develop（英語版） Awards 2016 「Use of Narrative」ノミネート[23]
- Ludicious – Zürich Game Festival（英語版） 2017 「International Competition」部門受賞[24]

Reigns: Her Majesty
- Game Developers Choice Awards 2018 「Best Mobile Game」ノミネート[25]
- 第14回英国アカデミー賞ゲーム部門（英語版） 「British Game」部門ノミネート[26]
- Develop Awards 2018 「Writing or Narrative Design」部門ノミネート[27]
- 2018 Golden Joystick Awards 「Best Storytelling」「Mobile Game of the Year」ノミネート[28]
- Writers' Guild of Great Britain（英語版） Awards 2019 「Best Writing in a Video Game」受賞[29]

Reigns: Game of Thrones
- The Game Awards 2018（英語版） 「Best Mobile」ノミネート[30]
- Game Developers Choice Awards 2019 「Best Mobile Game」ノミネート[31]
- 第15回英国アカデミー賞ゲーム部門（英語版） 「Mobile Game」部門ノミネート[32]